# Conseil consultatif de commune associée
En France, un conseil consultatif est une assemblée prévue par l'article L.2113-17 du CGCT (Code général des collectivités territoriales).
Dans les communes fusionnées de plus de 100 000 habitants, les communes associées sont pourvues d'un conseil consultatif.
Dans les communes fusionnées de moins de 100 000 habitants, les communes associées peuvent être pourvues d'un conseil consultatif en lieu et place de la commission consultative.
Le conseil consultatif est élu à la même date que le conseil municipal de la commune. L'élection a lieu dans les mêmes conditions et selon le même mode de scrutin que ceux applicables à l'élection du conseil municipal d'une commune de même importance que la commune associée.
Le conseil consultatif se réunit à l'annexe de la mairie. Le mandat de membre du conseil consultatif de la commune associée et le mandat de conseiller municipal ne sont pas incompatibles.